# Teatre Hasimta
El Teatre Hasimta — תיאטרון הסימטה en hebreu, Hasimta Theater en anglès— és un teatre alternatiu situat a la ciutat vella de Jaffa, Israel. El local és conegut per ser un dels teatres alternatius més antics d'Israel, ja que ha estat funcionant contínuament des de la seva fundació en 1982, Hasimta va ser fundat per l'actor i director Niko Nitai, el qual havia servit com a gerent artístic del teatre durant un temps. Hasimta atreu a artistes que treballen en el camp del teatre i la música, i desitgen desenvolupar el seu propi estil fos del circuit del teatre convencional. L'actual directora artística del teatre és Irit Frank.
El teatre va ser fundat per Nitai, comptant amb l'ajuda del municipi de Tel-Aviv, en la ubicació de l'antiga galeria d'art de Hasimta. Entre els artistes habituals durant el primer any de funcionament del teatre es trobava Meir Ariel. Aquests artistes no rebien un salari monetari, sinó que se'ls pagava amb un percentatge dels ingressos dels seus espectacles.
El teatre roman actiu gairebé tots els dies de l'any, i serveix com a sala d'assajos al matí, i com a escenari per a les actuacions a la nit. El teatre representa més de 200 obres a l'any, i manté a un equip tècnic d'uns 135 actors i creadors. El lloc també serveix com a sala d'exposicions, i com a escenari per a concerts de música i jazz. En el lloc hi ha un local anomenat: el bar del carreró (The Alley Bar en anglès).